# Arnaud (Haiti)
Arnaud, in creolo haitiano Ano, è un comune di Haiti facente parte dell'arrondissement di Anse-à-Veau nel dipartimento di Nippes.